# Alpinia galgant
Alpinia galgant (Alpinia galanga (L.) nosząca także nazwę „gałgant chiński” „galangal większy” lub „dziki kardamon” (handlowa nazwa nasion) – gatunek okazałej byliny zaliczanej do rodziny imbirowatych (Zingiberaceae), rzadziej i dawniej według niektórych systemów do strelicjowatych (Strelitziaceae). Pochodzi z Azji Południowo-Wschodniej, gdzie dziko rośnie w Malezji, natomiast jej towarowe plantacje znajdują się również w innych krajach, m.in.: w Chinach i Cejlonie.

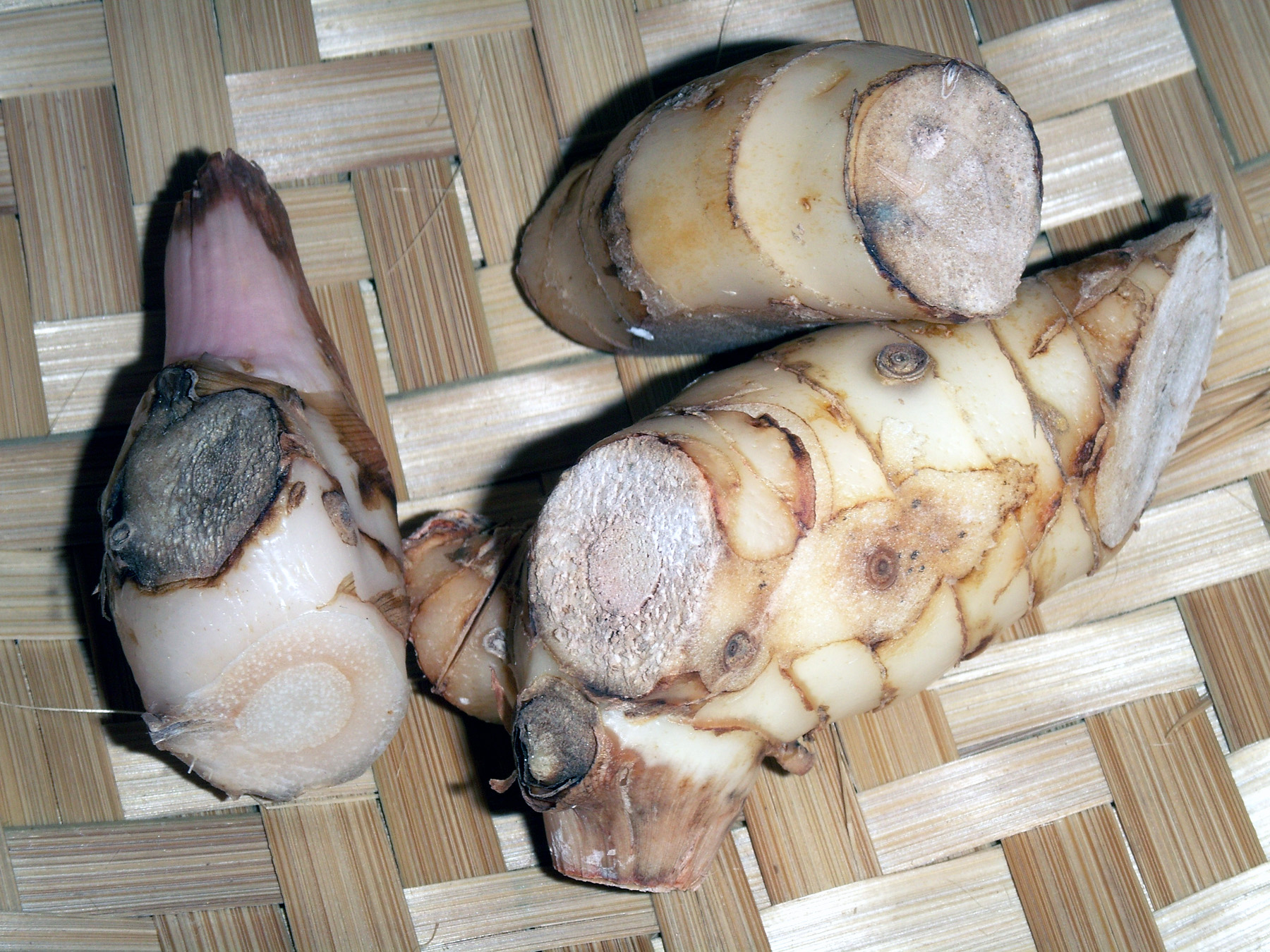
Kłącza

## Morfologia
PokrójOsiąga imponujące rozmiary, dorasta do 2,5 metra wysokości. Organem trwałym rośliny jest masywne, bulwiaste kłącze, z którego wyrasta część nadziemna.
LiścieSzerokolancetowate.
KwiatyBiałe, skupione w wiechowate kwiatostany.
OwoceWiążące się po przekwitnięciu. Kuliste torebki z zawartymi wewnątrz drobnymi nasionami.

## Zastosowanie
- Kulinaria. Kłącze zawiera olejek eteryczny, alpinon i galganol, odpowiedzialne za ostry smak, przypominający nieco smak imbiru, tylko że gorzkawy. Dostarcza ono cennej, aromatycznej, ostrej, piekącej i nieco gorzkawej przyprawy, przejawiającej pewną wartość leczniczą. Pewną wartość przyprawową mają także nasiona gałganta. Jako przyprawy używa się jednak zwykle drobno, na proszek zmielonych, wysuszonych kłączy. Przyprawa taka stosowana jest do wołowiny, ryb, kartoflanki, zupy grochowej i fasolowej oraz tłustych sosów. Jest jedną z kluczowych przypraw kuchni tajskiej, wietnamskiej i indonezyjskiej.
- Jako roślina lecznicza. W celach leczniczych stosuje się nalewkę, której przyjmowanie zalecane jest w niestrawności, bólach żołądka i jako specyfik pobudzający apetyt i ułatwiający trawienie. Przyrządzana może być ona w warunkach domowych (łyżka sproszkowanego kłącza zalewana jest 100 g spirytusu i pozostawiana na okres 4 tygodni w miejscu ciepłym, po czym odfiltrowany płyn mieszany jest z 250 ml co najmniej 40% wódki i przechowywany w szczelnym zamknięciu). W celach leczniczych, przyjmuje się 1 łyżeczkę nalewki rozcieńczonej w niewielkiej ilości przegotowanej wody, 3 razy dziennie.